# Dodecatheon
Dodecatheon es un género  de plantas  de la familia de las primuláceas. Comprende 84 especies descritas y de estas, solo 15 aceptadas. Las flores requieren polinización por zumbido.

## Taxonomía
El género fue descrito por Antoine-Laurent de Jussieu y publicado en Species Plantarum 1: 144. 1753. La especie tipo es: ''Dodecatheon meadia L.	

## Especies aceptadas
A continuación se brinda un listado de las especies del género Dodecatheon aceptadas hasta noviembre de 2013, ordenadas alfabéticamente. Para cada una se indica el nombre binomial seguido del autor, abreviado según las convenciones y usos.
- Dodecatheon alpinum (A.Gray) Greene
- Dodecatheon amethystinum (Fassett) Fassett
- Dodecatheon austrofrigidum K.L.Chambers
- Dodecatheon clevelandii Greene
- Dodecatheon conjugens Greene
- Dodecatheon dentatum Hook.
- Dodecatheon frencbii (Vasey ex S.Watson & Coult.) Rydb.
- Dodecatheon frigidum Cham. & Schltdl.
- Dodecatheon hendersonii A.Gray
- Dodecatheon jeffreyi Van Houtte
- Dodecatheon meadia L.
- Dodecatheon poeticum L.F.Hend.
- Dodecatheon pulchellum (Raf.) Merr.
- Dodecatheon redolens (H.M.Hall) H.J.Thomps.
- Dodecatheon subalpinum Eastw.